# Ier gouvernement de la République (Espagne)
Seconde République espagnole
Aznar-Cabañas Azaña I
Le Ier gouvernement de la République est le gouvernement de la République espagnole en fonction le 14 avril 1931 au 14 octobre 1931, il fait partie des gouvernements provisoires de la Seconde République espagnole en place jusqu'à l'adoption de la nouvelle constitution.

## Composition
| Portefeuille                                         | Titulaires | Titulaires                | Parti    |
| ---------------------------------------------------- | ---------- | ------------------------- | -------- |
| Président du Conseil                                 |            | Niceto Alcalá-Zamora      | DLR      |
| Ministre d'État                                      |            | Alejandro Lerroux         | PRR      |
| Ministre de la Justice                               |            | Fernando de los Ríos      | PSOE     |
| Ministre de la Guerre                                |            | Manuel Azaña              | AR       |
| Ministre de la Marine                                |            | Santiago Casares Quiroga  | ORGA     |
| Ministre des Finances                                |            | Indalecio Prieto          | PSOE     |
| Ministre du Gouvernement                             |            | Miguel Maura              | DLR      |
| Ministre de l'Instruction publique et des Beaux-arts |            | Marcelino Domingo         | PRRS     |
| Ministre de l'Équipement                             |            | Álvaro de Albornoz        | PRRS     |
| Ministre du Travail et de la Santé                   |            | Francisco Largo Caballero | PSOE     |
| Ministre de l'Économie national                      |            | Lluís Nicolau d'Olwer     | ACR (es) |
| Ministre des Communications                          |            | Diego Martínez Barrio     | PRR      |